# Amt Rostocker Heide
Het Amt Rostocker Heide is een samenwerkingsverband van 5 gemeenten en ligt in het Landkreis Rostock in de Duitse deelstaat Mecklenburg-Voor-Pommeren. Het Amt telt 10.099 inwoners. Het bestuurscentrum bevindt zich in de gemeente Gelbensande.

## Gemeenten
Het Amt bestaat uit de volgende gemeenten:
- Bentwisch (3.321) met Ortsteilen Albertsdorf, Goorstorf, Harmstorf, Klein Bartelsdorf, Klein Bentwisch, Neu Bartelsdorf, Neu Harmstorf
- Blankenhagen (1.062) met Ortsteilen Billenhagen, Cordshagen en Mandelshagen
- Gelbensande * (1.788) met Ortsteil Willershagen
- Mönchhagen (1.278) met Ortsteil Häschendorf
- Rövershagen (2.650) met Ortsteilen Behnkenhagen, Niederhagen, Oberhagen, Purkshof en Schwarzenpfost